# Crissy Moran
Crissy Moran   (Jacksonville, 22 de desembre de 1975) és una conferenciant cristiana que és una antiga actriu pornogràfica nord-americana. Va començar a treballar en la indústria del sexe el 1999, i entre 2001 i 2006 havia actuat en més de 50 pel·lícules per a adults. El 2006, Moran es va convertir en una cristiana devota i va deixar de treballar a la indústria per a adults. Després de la jubilació, va començar a parlar de les seves experiències en la pornografia i a aparèixer en projectes de mitjans nacionals abordant el que ella considera "els danys de la pornografia"; associant les pel·lícules per a adults amb el tràfic de persones i l'⁣explotació de dones i nens.

## Biografia
Moran ha afirmat que va tenir una educació religiosa i que el seu pare la va animar a no tenir relacions sexuals fins al matrimoni. Va afirmar que el final del matrimoni dels seus pares, quan era una nena, va fer que ella fos una "adolescent rebel". Es va casar el maig de 2013 amb un pastor protestant i viu a Texas.

### Indústria del sexe
La carrera de Moran a la indústria per a adults va començar a la tardor de 1999 quan va respondre a un anunci d'Internet per a models. En aquell moment, treballava en un restaurant Hooters a Jacksonville, Florida. No obstant això, per motius relacionats amb la conscienciació sobre la degradació del medi ambient, va començar a buscar feina a un altre lloc. Va deixar Hooters i va començar a treballar en diverses feines com una botiga local, la secretaria dels jutjats i l'oficina del supervisor d'eleccions.
Un dia, després de publicar fotos d'ella mateixa biquini a Internet, va rebre respostes per correu electrònic que la van portar a exposar-se com a model a Miami i Los Angeles per a Playboy i Hustler. Va trobar que guanyava més diners a través del seu propi espai de pornografia en línia. Després de traslladar-se a Califòrnia, finalment va actuar en més de 50 pel·lícules porno convencionals.
Es va dir que Moran guanyava gairebé 15.000 dòlars cada mes gràcies al seu treball en el negoci del porno, juntament amb els beneficis del seu lloc web.

### Conversió
L'octubre de 2006, es va convertir al cristianisme i va anunciar que abandonaria la indústria del sexe. Moran explica que la seva conversió va ser durant una conversa amb el seu xicot. Després que un amic del seu xicot li mostrés fotos de la seva nòvia en toples, van començar a parlar, ella li va dir que es dedicava a la pornografia i ell va començar a parlar-li de Jesucrist. Després d'això va decidir deixar la indústria del sexe.
Abans de retirar-se de la indústria del porno, Moran va tenir un paper a una pel·lícula de cinema de terror NC-17 de Nick Palumbo estrenada al cinema Murder-Set-Pieces (2004).
Tot i que Moran va abandonar la indústria de la pornografia el 2006, les fotos i vídeos pornogràfics fets durant el seu temps treballant a la indústria de l'entreteniment per a adults continuen romanent en línia. Moran continua intentant, sense èxit, que les seves fotos es retirin legalment d'aquests llocs web establerts per antigues parelles i socis comercials. Moran va declarar que "mantenia contacte amb moltes de les persones que promocionaven el meu lloc web. Hi havia un fòrum que feien servir per promocionar el lloc on ella els va demanar públicament que retiressin les imatges, i finalment la van bloquejar.
El 2008, Moran va aparèixer al curtmetratge dramàtic Oversold, que era una adaptació moderna basada en la història bíblica d'⁣Oseas i Gomer, en la qual interpreta el paper principal. El director Paul Morrell s'havia acostat a Moran, inicialment desitjant-la que fos una consultora per al costat de negocis per a adults de la història, però després de discutir el projecte amb ella, es va adonar que seria perfecta en el paper principal.
El 2011, Moran va tenir un paper menor en un altre projecte de Paul Morell, la pel·lícula de terror independent Filth to Ashes, Flesh to Dust. El 2012, Moran va aparèixer al documental After Porn Ends, que examinava la vida d'antics actors pornogràfics.
El 2013, Moran va treballar per a Treasures, una organització sense ànim de lucre fundada el 2003 per una antiga ballarina per ajudar les dones a curar-se del que ella anomena "ruptura sexual". A partir del 2020, Moran està representada per la seva amiga i dama d'honor, Emily Hibard. Els dos es van conèixer a Los Angeles mentre eren voluntaris a Treasures. Moran és un presentador a la cimera anual del National Center on Sexual Exploitation.
Moran va fer una entrevista el 2014 al Club 700 sobre la seva vida, l'experiència en la indústria per a adults i les seves experiències religioses.